# Bochnia (Landgemeinde)
Die  gmina wiejska Bochnia ['bɔxɲa] ist eine selbständige Landgemeinde im Powiat Bochnia in der Wojewodschaft Kleinpolen in Polen. Ihr Sitz befindet sich in der Stadt Bochnia (deutsch Salzberg). Sie hat eine hat eine Fläche von 131 km², auf der 20.152 Menschen leben (31. Dezember 2020).

## Geschichte
Bei der Ersten Teilung Polens kam das Gebiet 1772 zum neuen Königreich Galizien und Lodomerien des habsburgischen Kaiserreichs (ab 1804).
In den Jahren von 1975 bis 1998 gehörte die Gemeinde zur Woiwodschaft Tarnów.

## Geografie

### Nachbargemeinden
Nachbargemeinden sind die Drwinia, Gdów, Kłaj, Łapanów, Nowy Wiśnicz, Rzezawa, Trzciana und die Stadt Bochnia.

## Gliederung
zu der Landgemeinde gehören folgende 31 Ortschaften mit einem Schulzenamt:
Baczków
Bessów
Bogucice
Brzeźnica
Buczyna
Cerekiew
Chełm
Cikowice
Damienice
Dąbrowica
Gawłów
Gierczyce
Gorzków
Grabina
Krzyżanowice
Łapczyca
Majkowice
Moszczenica
Nieprześnia
Nieszkowice Małe
Nieszkowice Wielkie
Ostrów Szlachecki
Pogwizdów
Proszówki
Siedlec
Słomka
Stanisławice
Stradomka
Wola Nieszkowska
Zatoka
Zawada